# Lago Bakhtegan

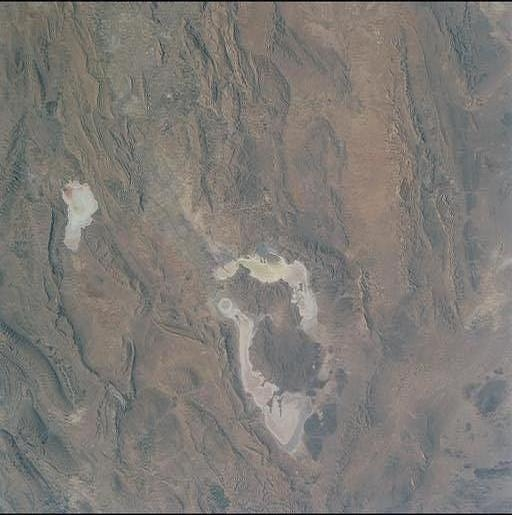
Lago Bakhtegan (Lago Tashk ao norte, Lago Maharlou ao oeste).

O Lago Bakhtegan (persa: دریاچۀ بختگان) é um lago de sal na província de Fars, no sul do Irã, cerca de 160 km (99 milhas) ao leste de Xiraz e 15 km (9,3 milhas) a oeste da cidade de Neriz. Bakhtegan, possui uma superfície de 350.000 hectares (1.400.000 acres), é o segunda maior lago do Irã. É alimentado pelo rio Kor. Várias barragens no Rio Kor reduziram significativamente o fluxo de água para dentro do lago, aumentando a sua salinidade e colocando em perigo as populações do lago de flamingos e outras aves migratórias.